# Macaduma albata
Macaduma albata là một loài bướm đêm thuộc phân họ Arctiinae, họ Erebidae.